# Mariano Moreno Cuenca
Mariano Moreno Cuenca (Sucre, 25 de marzo de 1805-Buenos Aires, 14 de julio de 1876) fue un agrimensor, militar e ingeniero, que se destacó en la guerra contra el Brasil. Fue hijo del prócer de la Independencia de la Argentina, Mariano Moreno.
Durante el rosismo debió exiliarse, primero en Montevideo y luego en Brasil.
Diseñó el plano de la ciudad de Barracas al Sud, actualmente Avellaneda.

## Biografía
Su padre, nacido en Buenos Aires, estudió y ejerció Derecho en Chuquisaca, actual Bolivia, en donde conocería a María Guadalupe Cuenca, con quien se casó el 20 de mayo de 1804. En enero de 1805 tuvieron a su único hijo, “Marianito”. Meses después la familia se vio obligada a radicarse en Buenos Aires, debido a las amenazas que el padre recibía de los clases dirigentes locales por su actuación como abogado defensor de los derechos indígenas.
El temperamento luchador de su padre Mariano Moreno, su enemistad con Saavedra, y su penosa muerte en alta mar cuando Marianito apenas tenía seis años, dejaron huellas en su personalidad. Su tío, Manuel Moreno, ocupó el espacio dejado por su padre, pudiendo continuar los estudios y obtener los primeros trabajos en su juventud.
Se casó el 31 de octubre de 1828, en Buenos Aires, con la hija de Marcos González Balcarce, María Mercedes de la Cruz González Balcarce Quesada, nacida el 14 de septiembre de 1809, con quien tuvo dos hijos, María de las Mercedes Moreno Balcarce (nacida en 1830) y Mariano Ambrosio Moreno Balcarce (nacido en 1832).
Cursó la Escuela de Náutica y en 1822 se inscribió en la Escuela de Dibujo y Geometría, dependiente del Departamento de Ciencias Exactas de la recién creada Universidad de Buenos Aires, graduándose de agrimensor. Obtuvo una beca de perfeccionamiento en Europa, que no tomó debido a la oposición de su madre.
Fue ayudante en la Biblioteca Pública y segundo oficial de la Comisión Topográfica. Luego fue oficial auxiliar del Ministerio de Guerra, tocándole participar en la Guerra del Brasil, durante la cual fue condecorado en la batalla de Ituzaingó (20 de febrero de 1827). En 1828 le confiaron una comisión de servicios en el Ministerio de Relaciones Exteriores que derivó en su traslado a la Corte de Río de Janeiro, como prosecretario de la Comisión de Ministros Plenipotenciarios encargada de discutir las condiciones de paz que siguieron a la culminación del conflicto armado.
En 1829 volvió al Ministerio de Guerra y ascendió, en 1833, a teniente coronel.
En 1838 Juan Manuel de Rosas lo encarceló en la Guardia de Luján. Su tío Manuel llevó adelante las gestiones que concluyeron con su liberación y con la obtención del pasaporte que le permitió expatriarse en Montevideo, donde se dedicó a la atención de un saladero.
Tras la derrota de Fructuoso Rivera en 1843, escapó a la Isla de Santa Catarina. Allí fundó una escuela de dibujo por la que pasaron artistas destacados como el brasileño Víctor Meirelles, pintor de escenas históricas. Por su parte, Moreno fue el autor de un famoso retrato de Manuel Belgrano para una litografía de Jean Batiste Douville, que actualmente se conserva en el Museo Histórico Nacional. Desde el exilio, mantuvo una correspondencia fluida con su tío sobre asuntos políticos.
Producida la caída de Rosas en la batalla de Caseros, retornó al país después de 1852, haciéndose cargo de la Secretaría del Consejo de Obras Públicas. Una vez que obtuvo el título habilitante, trabajó como ingeniero municipal, llegó a la Vicepresidencia del Departamento Topográfico y fue profesor de matemáticas en la Universidad de Buenos Aires. Uno de los trabajos a los que fue asignado fue el de realizar el plano de Barracas al Sud, el cual sería aprobado por la provincia de Buenos Aires el 10 de octubre de 1855. Dicho plano preveía el emplazamiento de 180 manzanas y cinco plazas y serían el origen de la actual localidad de Avellaneda. 
La relación de Moreno con la Corporación Municipal no fue buena. El motivo principal fue la interpretación de los alcances de su labor. La Corporación le exigía que además de realizar el plano, colocara todos los mojones. Pero Moreno –con buen criterio– proponía que, a partir de las construcciones existentes, se fuera amojonando a medida que fuese necesario el crecimiento urbano, con sucesivas actuaciones profesionales. Ninguna de las partes quedó convencida.
En 1858 se alistó de nuevo en el Ejército ante la probabilidad de una guerra entre Buenos Aires y la Confederación. Al ser ingeniero, le encomendaran el Parque de Artillería y la fundición de cañones. Terminada la batalla de Cepeda (23 de octubre de 1859) retomó sus cátedras de física experimental, paralelamente a la Dirección ad-honorem de la Academia del Cuerpo de Artillería. Concejal de la Municipalidad de Buenos Aires, en 1867 fue promovido a coronel.
Su último puesto, en el que había sido designado por Sarmiento, fue en la Dirección del Colegio Militar de la Nación en 1874, al cual renunció en 1876, por motivos de salud, falleciendo en 1876, pocos días luego de la muerte de su esposa. En su testamento destacó la ayuda de su tío Manuel durante toda su vida y declaró: todo lo que poseo consiste en la casa heredada de mis padres, sita en la calle La Piedad número ciento catorce, los pocos libros de mi profesión y un pequeño monetario.